# Chiesa di San Michele (Monza)

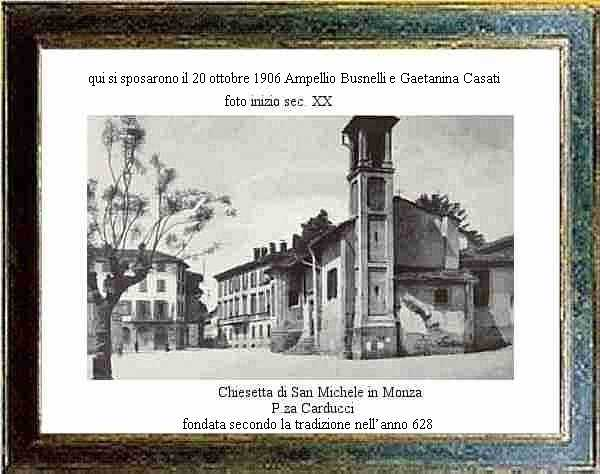
Chiesa di San Michele Arcangelo demolita nel 1922

La chiesa di San Michele Arcangelo era la più antica di Monza, posteriore solo alla teodolindea basilica di San Giovanni (oggi duomo di Monza). 

## Le origini
Secondo la tradizione la sua fondazione fu datata nell'anno 628 e, dunque, in piena epoca longobarda. In effetti la dedicazione all'arcangelo guerriero, da questo popolo molto venerato, ne risulta una conferma. Un più tardo documento del 903 ne comprova l'esistenza nella città.
La chiesa di San Michele, insieme all'antico Duomo, fu subito legata alla storia monzese e alla cerimonia delle incoronazioni con la Corona ferrea. Nel 1128 l'imperatore Corrado III di Svevia vi fu incoronato re d'Italia dall'arcivescovo di Milano Anselmo V Pusterla.

## L'affresco della messa
Gestito dagli Umiliati, il tempio venne decorato (probabilmente agli inizi del XIV secolo) con un grande affresco che copriva un'intera parete laterale: vi è raffigurata la celebrazione di una messa a cui assistono il Redentore e la Vergine, vari santi tra cui appunto l'arcangelo Michele che reca uno scettro gigliato, la corte longobarda nelle persone della regina Teodolinda avvolta nel mantello e incoronata, del re Agilulfo e dei loro figli Gundeperga e Adaloaldo.
Il dipinto, che potrebbe rappresentare la consacrazione del Santuario di San Michele Arcangelo sul Gargano (il santuario "nazionale" dei Longobardi) o un raro esempio di "messa aurea" (la messa del mercoledì delle Tempora d'Avvento), è di chiara derivazione giottesca e «possiede una esigenza plastica ed una vena descrittiva realistica affrontata con rigidezze e pesanti manierismi. Esso è certamente non posteriore alla metà del XIV secolo e certamente di un pittore locale piuttosto impacciato».
L'affresco, staccato dalla parete prima dell'abbattimento della chiesa, è oggi conservato nel Museo del duomo di Monza.

## La demolizione e la statua di san Michele

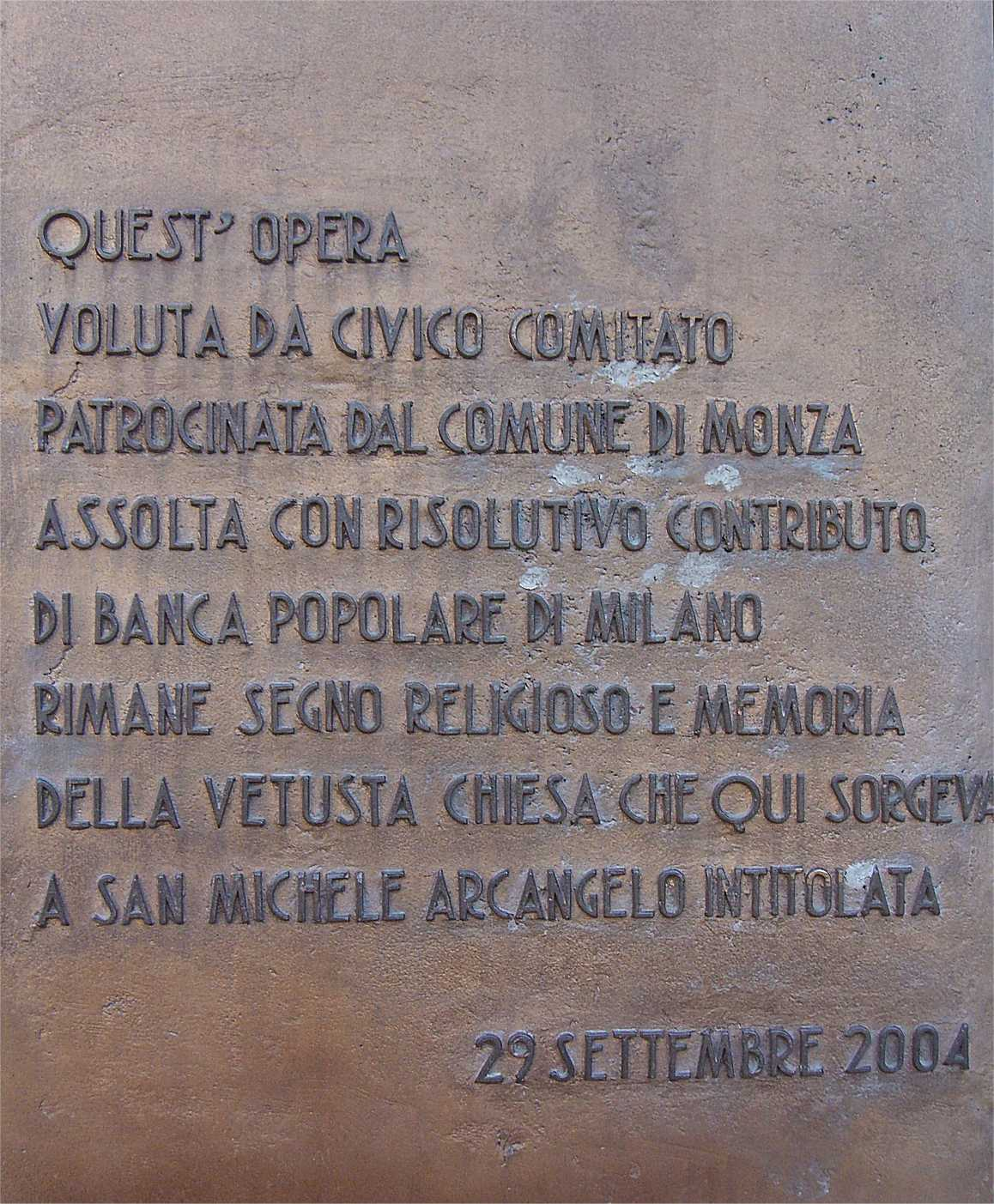
Dedica della statua di san Michele, a ricordo dell'antica chiesa longobarda in Monza

Nel 1922 l'antico edificio, insieme all'adiacente convento degli Umiliati di Sant'Agata, fu demolito dalla giunta socialista dell'epoca per creare l'odierna via Francesco Crispi. Per ricordarne l'esistenza, il 29 settembre 2004 (ricorrenza della festa di san Michele) una statua dell'Angelo è stata collocata in piazza San Paolo, in prossimità del luogo in cui sorgeva la chiesa.
Il monumento è un'opera in bronzo dello scultore Benedetto Pietrogrande. Scelta all'unanimità dopo apposito concorso, è alta 3,8 metri e appoggia su di un basamento molto basso per suggerire la sensazione che aleggi appena al di sopra del pavimento della piazza. L'Arcangelo vi è raffigurato nell'atto di calpestare un drago e, riprendendo l'iconografia dell'affresco della Messa, non brandisce la spada ma tiene in mano uno scettro coronato da un fiore di giglio.
La rinuncia alla tradizionale immagine guerriera del santo condottiero delle schiere angeliche, assai diffusa in occidente, in favore di quella bizantina di dignitario di corte scatenò accese polemiche politico-cultural-religiose all'epoca della sua collocazione.